# Meyenheim

Meyenheim este o comună în departamentul Haut-Rhin din estul Franței. În 2009 avea o populație de 1.235 de locuitori.

## Evoluția populației
| An        | 1975  | 1982  | 1990 | 1999 | 2006  | 2009  |
| --------- | ----- | ----- | ---- | ---- | ----- | ----- |
| Populație | 1.041 | 1.003 | 884  | 957  | 1.188 | 1.235 |